# 装甲教導師団
装甲教導師団（そうこうきょうどうしだん、ドイツ語: Panzer-Lehr-Division）は、第二次世界大戦期のドイツ国防軍の精鋭装甲師団である。1943年以後に、予想されていた連合軍の西ヨーロッパへの侵攻に対して追加の装甲戦力を供給するため、ドイツに駐留して訓練と実演を行う各部隊から編成された。戦車と、機械化歩兵部隊を輸送するための装甲ハーフトラックを完全装備した、唯一の国防軍装甲師団であった。数度の機会、特にコブラ作戦においてほぼ全滅に至るまで戦い、ヨーロッパにおける戦争の終結時には編成当初の姿をほとんど留めていなかった。

## 歴史

### 編成
装甲教導師団は1943年12月30日に編成を開始し、1944年1月には過程を完了すべくナンシー・ヴェルダン地区へと移動した。いくつかの精鋭の訓練・実演部隊から編成がなされた。師団本来の中核部分は、ほとんどが装甲部隊の主な訓練機関であった第1装甲部隊学校と第2装甲部隊学校から引き抜かれたものであった。このような訓練・実演部隊は、装甲部隊の中でも最も熟練し高度に訓練を積んだ部類に属し、ほとんど全員が東部戦線、北アフリカ、シチリア島やイタリアで戦闘に従事してきており、多数が勇猛ぶりで叙勲されていた。結果として装甲教導師団は、その編成時から精鋭部隊と考えられていた。
1944年の初めに、装甲教導師団はハンガリーへさらなる訓練のため、またドイツ軍が同国を占領するマルガレーテ作戦へ参加するために送られた。師団は当地で第901装甲擲弾兵教導連隊を編入した。次いでフランスへと戻り、OKW（ドイツ国防軍最高司令部）の予備装甲兵力として、第1SS装甲軍団や第17SS装甲擲弾兵師団ゲッツ・フォン・ベルリヒンゲンとともに連合軍の侵攻に備えた。これらの部隊は、アドルフ・ヒトラーの本人了承を経て初めて投入しうるものであった。
装甲教導師団の装甲連隊は、パンター戦車を運用する大隊1個と4号戦車を運用する大隊1個を備えていた。さらに、2つある装甲擲弾兵連隊の全ての大隊が、Sd.Kfz.251ハーフトラックのような無限軌道つき装甲車輛で輸送された。通常の国防軍装甲師団では、ひとつの装甲擲弾兵連隊の第1大隊のみがハーフトラックを装備し、その他の大隊はトラックを装備していた点とは対照的であった。師団の工兵・偵察部隊もまた装甲車輛を装備しており、装甲偵察大隊は新型のSd.Kfz.234/2・プーマ装甲車による1個中隊を備えていた。師団の装甲連隊はまた、ノルマンディーにいる間に第316無線操縦装甲中隊（316. Funklenk-Panzerkompanie、略称は「1./s.Pz. Kp. 'Funklenk' 316」）を組み込んでいた。当中隊は元来は10輌のティーガーI戦車を装備しており、また新型・ティーガーII戦車の最初の5輌を割り当てられていたものの、これらは移動中に故障して9輌の自走突撃砲に代替されたことで、ノルマンディーでは用いられず、ティイ・シュル・ソルとサン・ローで全滅に至るまで戦ったところで、第316中隊は解隊となった。師団の装甲連隊は、1944年6月6日時点で全数にして208輌の稼働中戦車と突撃砲（3号戦車10輌、3号突撃砲9輌、4号戦車97輌、パンター戦車86輌、ティーガーI戦車6輌）を保有しており、加えて戦車・突撃砲9輌（3号戦車1輌、3号突撃砲1輌、4号戦車2輌、パンター戦車3輌、ティーガーI戦車2輌）が修理中であった。また、駆逐戦車大隊に31輌の4号駆逐戦車を装備していた。当編成におけるもう一つの独特の点は、配下の装甲擲弾兵の大部分がダブルの「突撃砲」（Sturmgeschütz）ジャケットを、他のドイツ陸軍部隊（Heer）が用いた一般の野戦兵装に代えて着用していた点であった。

### ノルマンディー

#### カーンの戦い

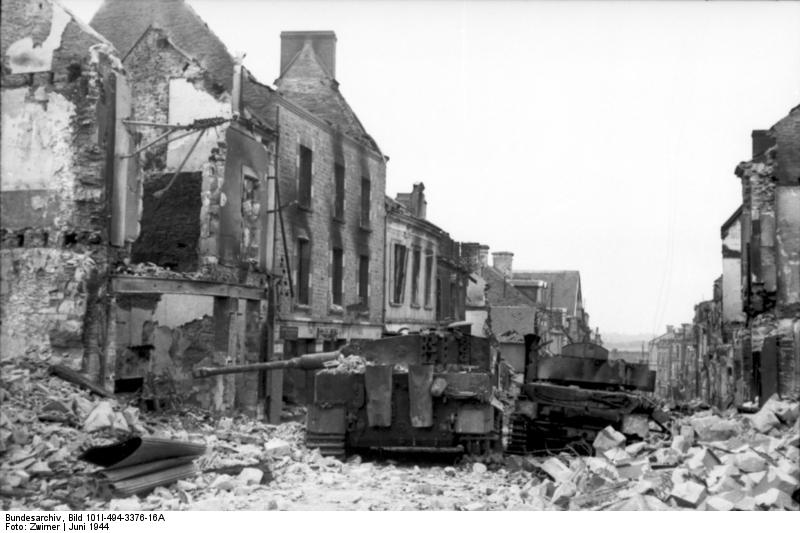
ヴィレル・ボカージュの戦いにおける、装甲教導師団の4号戦車（右）と第101SS重戦車大隊のティーガーI戦車。前掲の2輌が背後から撮影されている。（1944年6月）

1944年6月6日、西側連合軍がノルマンディー上陸侵攻作戦を発動すると、装甲教導師団は戦略的予備装甲戦力（西方装甲集団）の一環として、重大であった最初の数日間に戦闘から留め置かれた。その後に送り出されて前線に到着し、6月8日にイギリス軍・カナダ軍との戦闘に従事した。第12SS装甲師団ヒトラーユーゲントに隣接した前線に位置し、カーンを防衛して数度のイギリス軍の攻勢と戦い、膠着状態へと持ち込んだ。
1944年6月13日、イギリス軍第7機甲師団配下の第22機甲旅団の攻撃が、ティイ・シュル・ソル近傍で装甲教導師団による防衛の側面を回り込み、ヴィレル・ボカージュの村落を奪取し装甲教導師団の背後を脅かして、ドイツ軍戦線を分断した。装甲教導師団、第2装甲師団、SS第101重戦車大隊の一部が、イギリス軍の突破を覆すべく参画した。続くヴィレル・ボカージュの戦いで、2日間の決着がつかない戦闘の後に、イギリス軍は出立地点まで退いた。6月17日には、装甲教導師団は後退を余儀なくされていた。
ノルマンディーで戦った全てのドイツ軍装甲部隊と同様に、装甲教導師団は移動中の連合軍からの航空攻撃で大きな損失を蒙った。6月末には、当師団の装甲部門は甚だしく損耗していた。にもかかわらず、ティイ・シュル・ソルの街近くでの激しい戦闘に従事し、イギリス軍やイギリス連邦各軍に対して持ちこたえ続けた。
6月末には装甲教導師団は2,972名の死傷者を出しており、また51輌の戦車・突撃砲、82輌のハーフトラック、294輌のその他車両の損失を報告した。

#### サン＝ローの戦い

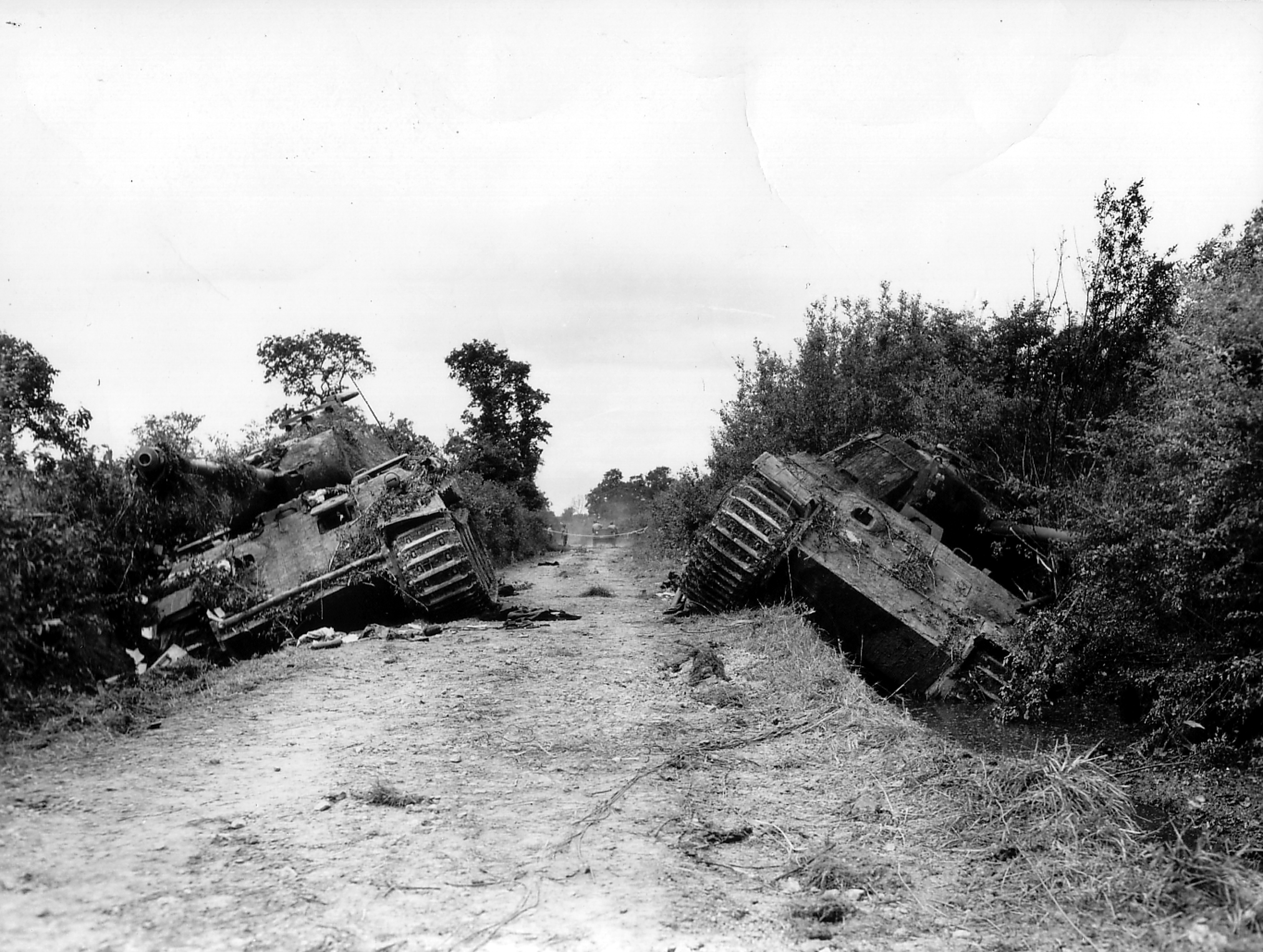
ノルマンディーにおける、装甲教導師団のパンター戦車2輌（ブルーメンソンによると、ル・デゼール近傍で行動不能となった車輛）。（1944年）

7月1日には、装甲教導師団は36輌の運用可能な4号戦車を有していた（加えて、29輌が短期の修理中、10輌が長期の修理中であった）。パンター戦車は32輌が運用可能（加えて26輌が短期修理中、8輌が長期修理中）であり、駆逐戦車と突撃砲は28輌が運用可能（さらに9輌が短期修理中、1輌が長期修理中）であった。7月7日、師団はティイ・シュル・ソルから退いて西へ向かい、サン＝ロー近傍でアメリカ軍の前進を阻んでいる各師団に支援を提供するよう命じられた。サン＝ローの周辺地域は、「ボカージュ」として知られる高く伸びた昔日からの生垣と窪んだ小道とを擁する狭い野原からなっていた。ボカージュは装甲戦力の機動を著しく困難とし、戦闘における両陣営の歩兵部隊にはうってつけの防御陣地を提供した。

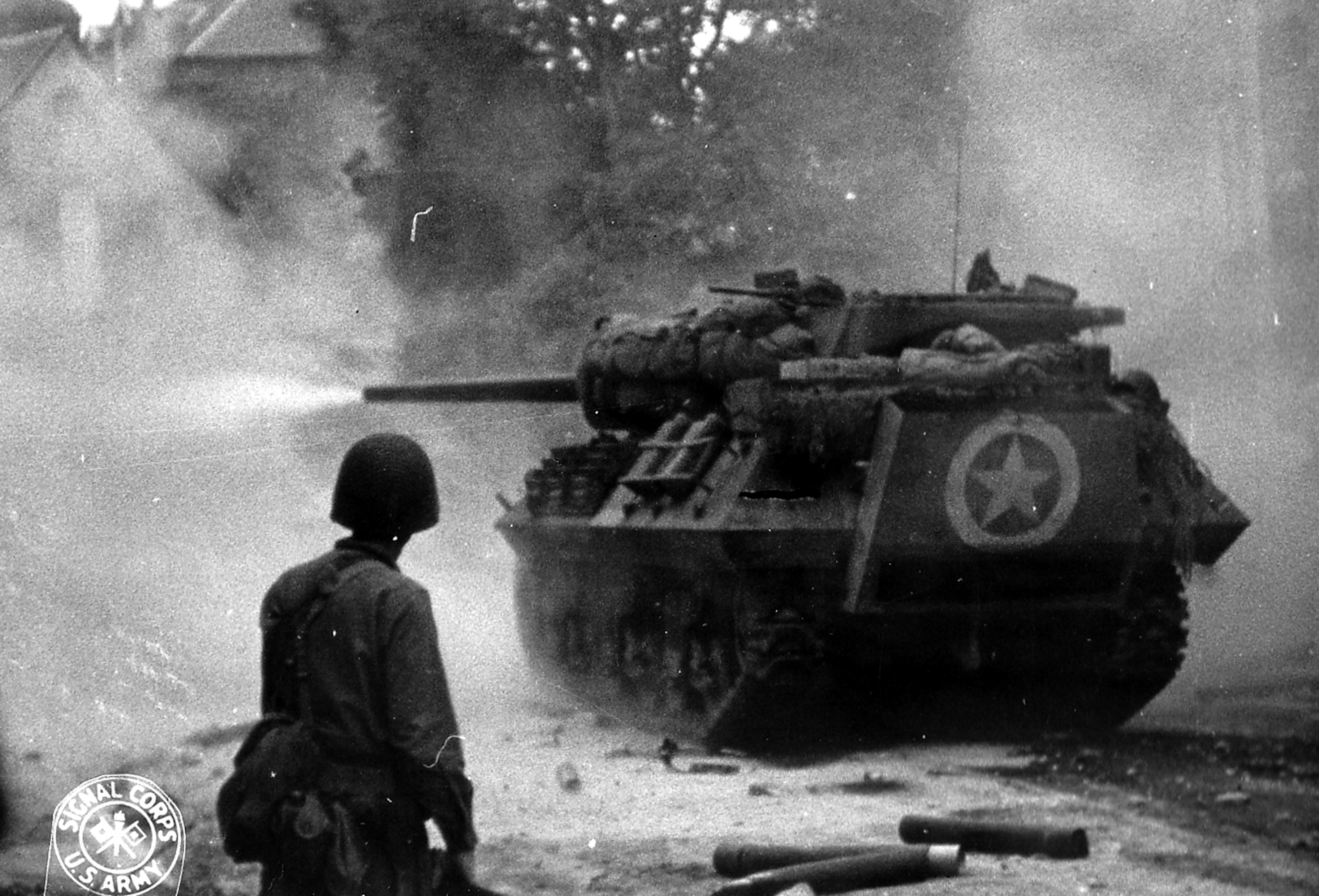
サン＝ロー近傍で行動中の、アメリカ軍・M10駆逐戦車。（1944年）

7月10日、装甲教導師団はアメリカ第9歩兵師団・第30歩兵師団の一部に対して、ル・デゼール村落の周辺で反攻に出た。アメリカ軍のM10駆逐戦車群は30輌の装甲教導師団戦車を行動不能とし、残存戦車を比較的安全なヴィール水路対岸への撤退に追い込んだ。
続く2週間以上に渡って、師団は消耗を伴う防衛戦を繰り広げた。7月19日、サン＝ローはアメリカ軍の手に落ちた。6日後、アメリカ軍はノルマンディーの拠点から進撃するコブラ作戦を発動した。この頃には、師団は2,200名のみの戦闘要員を残しており、また活動可能な12輌の4号戦車と16輌のパンター戦車、そして戦線後方で様々な段階の修理が行われている30輌の戦車を有していた。1,500機以上の連合軍爆撃機による大規模な空爆が、当作戦に先行した。装甲教導師団は攻撃の経路に直接に居合わせており、師団はこの爆撃の間におよそ1,000名の死傷者を喫した。師団はまた、少なくとも14輌の突撃砲と10輌の戦車を失った。当初の頑強な抵抗にもかかわらず、7月27日にはドイツ軍の防衛線は突破を許した。同日にバイエルラインは、装甲教導師団が「遂に殲滅された」と報告した。
8月1日には、装甲教導師団は行動可能な33輌の戦車と突撃砲を有しており、さらに44輌が修理設備にあった。そして戦闘を交えつつ後退の後、8月17日に休息と再装備のためアランソンに戻る旨の命令を受けた。師団は続いて、ドイツに休息と再装備のため呼び戻された。8月の間に、師団は1,468名の死傷者を被った。
編成後7か月を経ずして、師団は残存戦車数20輌に減った戦闘不能部隊とされていた。9月のある時点では、中隊規模の1個装甲擲弾兵大隊、1個工兵中隊、6門の105ミリ榴弾砲、5輌の戦車、1個偵察小隊、そしてはぐれた兵やトリーアで賜暇中の者を募った、およそ200名からなる1個緊急大隊（Alarmbattalion）のみがその編成内容であった。ザール地域で再装備のため1か月を過ごした後、師団はパーダーボルンへ移動し、72輌の戦車、21輌の突撃砲と補充兵を、ノルマンディーで被った損失の埋め合わせとして受領した。

### アルデンヌ

#### 「ラインの守り」作戦

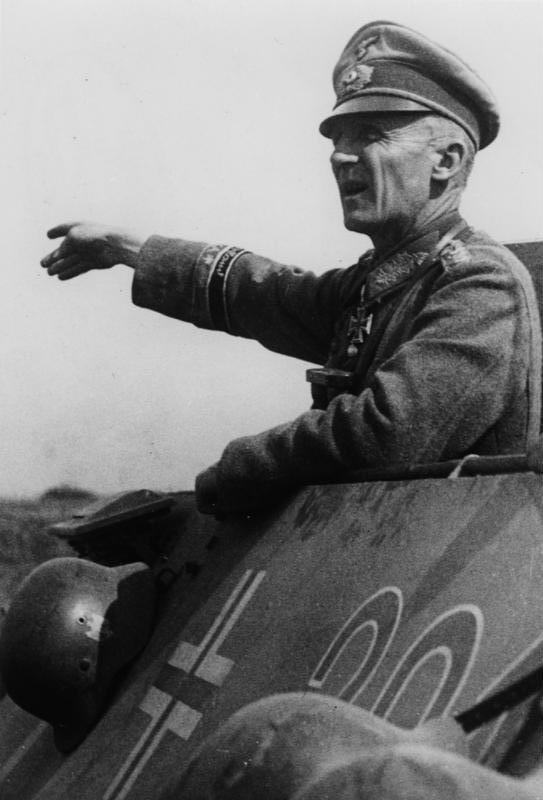
装甲教導師団が編入された第5装甲軍の司令官、ハッソ・フォン・マントイフェル装甲兵大将。（1944年）

1944年11月初めに装甲教導師団は、ヴァルター・モーデル元帥のB軍集団の一部であり、「バルジの戦い」として広く知られた、計画中の冬季攻勢「ラインの守り」作戦への準備を行う、ハッソ・フォン・マントイフェルの第5装甲軍に編入された。11月21日、部分的な再装備を受けた装甲教導師団は、編成地点から移動して、サヴェルヌ間隙地帯へ向かうアメリカ軍部隊へ反撃を行うよう命じられた。この折には、34輌の4号戦車と38輌のパンター戦車という戦力であった。反撃は頓挫し、装甲教導師団は戦力を大きく減じさせて、戦線から呼び戻された。
装甲教導師団と、その他の時期尚早に参画した数部隊への再装備に費やされる時間は、作戦を遅らせざるを得ないことを意味した。攻勢への準備段階で、装甲教導師団は総統護衛旅団とともに予備に留め置かれた。攻勢開始の前日であった12月15日において、装甲教導師団はなおも多大なる戦力不足であり、2個戦車大隊の中では1個大隊のみが行動可能で、他方の大隊は元所属の第3装甲師団へと戻されていた。装甲擲弾兵連隊は双方とも、規定戦力の80パーセントの状態であった。攻撃開始時の保有戦車は57輌（27輌の4号戦車と30輌のパンター戦車）、そして4号駆逐戦車/70が20輌に留まっていた。埋め合わせとして、2個駆逐戦車大隊と1個突撃砲旅団による増強がなされた。師団の装甲偵察大隊が、戦力を満たしていた唯一の傘下部隊であった。
「ラインの守り」作戦は1944年12月16日に開始され、装甲教導師団はドイツ軍戦線の中央部の出立地点から移動した。第26国民擲弾兵師団が当師団のために進路を開く予定であったものの、そちらはじきに動きが取れなくなり、装甲教導師団は徐行で前進することとなった。続く2日間に状況はさらに悪化し、第901装甲擲弾兵連隊はヴィルツに向かう道路沿いでアメリカ軍に食い止められ、第902連隊はホーシンゲンの街で激しい抵抗に遭遇した。

#### バストーニュ
12月18日に、攻勢は進行中へと復帰した。第26国民擲弾兵師団はクレルベ川に架かる橋を確保し、バストーニュの道路・鉄道集束地に至る経路を開いた。装甲教導師団の装甲偵察大隊は、ヴィルツの方面へ攻撃を仕掛けながら急ぎ前進し、次いでバストーニュに至る経路で師団に再合流した。馬による牽引を用いていた第26国民擲弾兵師団が装甲教導師団の隊列と混ざり合い、その進撃を大いに遅らせた。
12月19日、師団の装甲連隊はヌッフ近くで、アメリカ軍第10機甲師団傘下のチェリー戦闘部隊が守る路上遮蔽に行き当たった。当初の成功に続く、装甲教導師団の余勢を駆った攻撃は大きな損失を出す結果となった。チェリー戦闘部隊は後退し、バストーニュへの道が再び開かれた。しかしながら、師団の装甲兵力の大部分は北のマジュレへ、第26国民擲弾兵師団を援護するために送られていた。マジュレを占拠した後、ある地元民が師団指揮官のバイエルラインへ、およそ50輌のアメリカ軍戦車と歩兵部隊からなる隊列が、ロンヴィリーへ向かうところを目撃されたと知らせた。バイエルラインは配下の部隊へ停止して路上遮蔽を築くよう命じ、配下部隊を再集結させて再編成を行う機会を設けた。装甲教導師団が再び行動を開始し、バストーニュの街に達した頃には、アメリカ軍第101空挺師団（愛称「スクリーミング・イーグルス（叫ぶ鷲）」）が既に当地を確保していた。装甲教導師団は次いで分割を受け、師団の半分が残留して第26国民擲弾兵師団によるバストーニュ奪取を支援し、装甲兵力の大半を含む師団のその他は、マース川への前進を続けることになった。
続く数日間で、大半が第901装甲擲弾兵連隊から構成され、第26国民擲弾兵師団を援護する戦闘団は、バストーニュの街への継続的な攻撃の中で消耗していった。師団のその他は東へ急ぎながら、アメリカ軍の大規模な輸送隊を捕捉するなどいくつかの小さな成功を享受したものの、サン・テュベール近傍で厳しい抵抗に遭って停止状態となり、じきにバストーニュの南方で激しい戦闘に巻き込まれた。12月21日、マントイフェルはバストーニュを巡る戦闘から装甲教導師団を引き揚げて、ディナンとマース川への強襲のため、第2装甲師団や第116装甲師団 (ドイツ国防軍)と集団を形成させた。

#### ディナンへの進撃

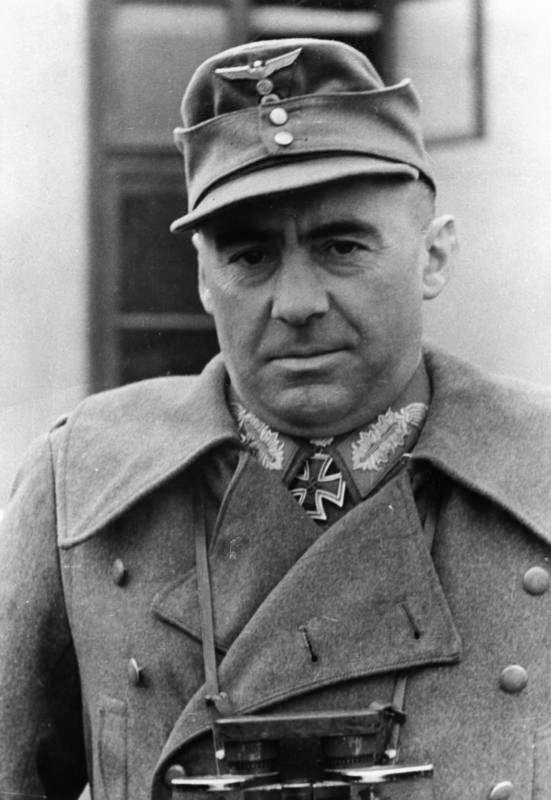
アルデンヌ攻勢当時の師団長であった、フリッツ・バイエルライン中将。（1944年）

攻勢を再編するため1日をかけた後、装甲教導師団は遂に出立した。戦闘を繰り広げながらサン・テュベールを突破し、ディナンとマース川への道は再び開かれたかのようであった。夕暮れ時に、ディナンへの途上にある次の街ロシュフォール（ナミュール州）への入り口である、ロム川に沿った岩がちの峡谷道を前にして、自ら師団の前衛を率いていたバイエルラインは、部下へ向けて叫んだ。
「よし、行こう！　目をつぶって前進だ！」（"Also los, Augen zu, und hinein!"）
攻撃部隊の第902装甲擲弾兵連隊は、銃火による壁に直面した。その後も、前進はいささかなりと簡単になることもなかった。街の中央広場近くではヤークトパンター駆逐戦車の1輌が擱座した。12月23日の夜を徹して、師団はロシュフォールの街を制圧するために戦い、大きな損害を被った。第84歩兵師団の1個大隊と、駆逐戦車の1個小隊その他で構成されたアメリカ軍守備隊は、翌日に遂に撤退した――25名の戦死者と15名の負傷者を出したのみで、精鋭の装甲師団を丸一日間食い止めた後であった。後にバイエルラインは、ロシュフォールの防衛をバストーニュのそれと比較した。
装甲教導師団は2度に渡って第2装甲師団への救出行動を取り、ユマンの再奪取に成功したものの、そこから先には進めなかった。第9装甲師団による救出行動もまた失敗した後に、装甲教導師団は後退の命令を受けた。第2装甲師団の「戦闘団」の中では、コシェンハウゼン少佐と配下のおよそ600名のみが徒歩で、師団の装甲装備は進撃する連合軍を前にほとんど放棄して退避しおおせた。マース川へ到達することはなかった。「ラインの守り」作戦は失敗となった。

#### バストーニュの解囲
マントイフェルの打撃部隊の残存戦力は、最後に今一度バストーニュ奪取を試みるために後退した。装甲教導師団が新たな地点へと移動し始めた時には、ジョージ・パットンのアメリカ第3軍の先鋒であるアメリカ軍第4機甲師団が、バストーニュ解囲のために攻撃を開始しており、包囲下の第101空挺師団に繋がる回廊が形成されていた。装甲教導師団は次いで、その回廊を封鎖する作戦に加わって成功を見ず、遂には消耗した師団は戦闘から撤退した。装甲教導師団はまたも、実質的に殲滅された状態であった。

### オランダからルール地方へ
アルデンヌ攻勢が失敗した後、装甲教導師団は新たに補充を受けたものの、編成当初の装備量とはかけ離れていた。多数の古参兵が戦死しており、1945年初頭の装甲教導師団は、1944年6月の編成当初の頃と比べて、あきらかに兵力が削減されていた。
師団は北へ移動してラインラントへ入り、第1降下猟兵軍の傘下として、バーナード・モントゴメリーのイギリス・カナダ第21軍集団と再び、ヴェリタブル作戦の間に交戦した。装甲教導師団は非常に激しい戦闘に遭遇し、再び大きな被害を被った。この戦闘により、3月15日には、装甲教導師団は6輌の4号戦車、29輌のパンター戦車、14輌の4号駆逐戦車のみが運用可能となっていた。
アメリカ軍第9機甲師団がドイツ西部のレマーゲンでルーデンドルフ橋を奪取し橋頭保を築いたので、装甲教導師団は橋頭保を粉砕すべく送り込まれたが、橋頭保の制圧には失敗した。（レマーゲンの戦い）
連合軍による地上と空からの攻撃は、師団に多数の死傷者を強いた。この頃にはわずか300名の兵士と15輌の戦車にまで規模が縮小していた。戦闘を継続しつつドイツ北西部での撤退戦に参加し、師団はルール地方の包囲網に封じ込められた。師団の残存戦力は、4月15日にアメリカ軍第99歩兵師団に降伏した。

## 戦闘序列
- 第130装甲教導連隊
- 第901装甲擲弾兵教導連隊
- 第902装甲擲弾兵教導連隊
- 第130装甲砲兵連隊
- 第130野戦補充大隊
- 第130装甲偵察教導大隊
- 第311対空大隊
- 第130戦車駆逐大隊
- 第130装甲工兵教導大隊
- 第130装甲通信大隊
- 第130装甲補給団

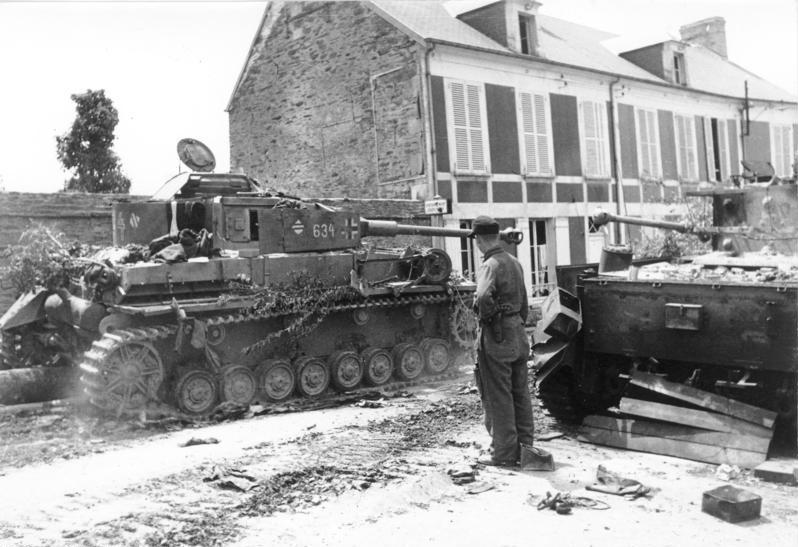
ヴィレル・ボカージュの戦いにおける、装甲教導師団の4号戦車（左）。（1944年6月）

- 第559戦車駆逐大隊: （アルデンヌ攻勢時に追加）
- 第243突撃砲旅団: （アルデンヌ攻勢時に追加）[102][103]

## 指揮官
- フリッツ・バイエルライン中将（1899年生、1970年没）: 1944年1月10日から、1944年6月8日。
- 伯爵ヒアツィント・シュトラハヴィッツ少将（1893年生、1968年没）: 1944年6月8日から、1944年8月23日。
- ルドルフ・ゲルハルト大佐（1896年生、1964年没）: 1944年8月24日から、1944年9月8日。
- 男爵パウル・フォン・ハウザー（英語版）大佐（1911年生、1999年没）: 1944年9月8日から、1944年9月不詳。
- フリッツ・バイエルライン中将（再任）: 1944年9月から、1945年1月15日。
- ホルスト・ニーマック（英語版）少将（1909年生、1992年没）: 1945年1月15日から、1945年4月3日。
- 男爵パウル・フォン・ハウザー（英語版）大佐（再任）: 1945年4月4日から、1945年4月15日。

## 注記